# Јован XIII Цариградски
Јован XIII Цариградски (грч. Ἰωάννης; умро после 1320) био је васељенски патријарх Цариграда од 1315. до 1319. године. Пре него што је постао патријарх, служио је у лаицима и звао се Гликис Мелодос; понекад су га називали и Јован Гликис. Један од његових ученика био је византијски астроном и научник Нићифор Григора. Јован XIII је поднео оставку 11. маја 1319. године.